# Discosporangiales
A Discosporangiales a barnamoszatok (Phaeophyceae) egyik rendje. Két családja van, a Choristocarpaceae és a Discosporangiaceae. A Discosporangiophycidae Silberfeld, F. Rousseau et Reviers, 2014 alosztály egyetlen tagja.

## Történet
A Discosporangium nemzetséghez a Discosporangiales rendet és a Discosporangiaceae családot 1937-ben hozta létre O. C. Schmidt. A Discosporangium és Choristocarpus nemzetségeket később a Sphacelariales rendbe sorolták apikális növekedésük miatt, de molekuláris filogenetikai elemzések kimutatták, hogy e két nemzetség önálló rendbe tartozik, így Kawai et al. 2007-ben e családokat ismét a Discosporangiales rendbe sorolták.
Eredetileg az Ectocarpales testvércsoportjának tekintették azok egyszerűsége miatt.
Kawai et al. 2015-ben 7 gén alapján bazális rendként sorolta be, ezt Heesch et al. 2021-ben 10, majd Choi et al. 2024-ben 141 plasztiszgén alapján megerősítették.
Choi et al. 2024-ben molekuláris óra révén megállapították, hogy a Choristocarpus tenellus ősei 274,98–474,06 millió évvel ezelőtt alakulhattak ki, míg a barnamoszatok 333,85–572,02 millió évvel ezelőtt. Ez alapján megállapították, hogy a paleozoikum első barnamoszatjai feltehetően egy sejtsorozatú fonalas moszatok voltak, hasonlóan a Discosporangialeshez.

## Morfológia

### Sejt
Több plasztisza van pirenoid nélkül, sejtjein a barnamoszatokban gyakori szőrök nincsenek.

### Fonalak
Egyszerű elágazó fonalai vannak, ezek sejtjeik folyamatos apikális nyúlásából és osztódásából alakulnak ki, apikális sejtjei merisztémát alkotnak. E fonalak egy sejtsorozatból állnak.

## Filogenetika
Korán elkülönült a többi barnamoszattól, egy 7 gént és 9706 bp-t összehasonlító molekuláris filogenetikai elemzés alapján bazális rend.
A Discosporangialest és az Ishigealest tartalmazó analízis alapján Kawai et al. 2015-ben kimutatták, hogy a Phaeophyceae a Schizocladiophyceae csoporttól mintegy 260 millió évvel ezelőtt vált el, korábban, mint Brown és Sorhannus 2010-es tanulmánya szerint.
Monofiletikus.

## Életciklus
Életciklusa izomorf, ami ősi jelleg. Feltehetően izogám.

## Genomika
A Choristocarpus tenellus diploid genomja mintegy 2,25 Gbp hosszú, ez a Fucaleshez és a Laminarialeshez közeli érték.
A GDP-mannóz-4,6-dehidratáz és a GDP-l-fukóz-szintáz génjei egyesültek az Ectocarpaleshez hasonlóan, így egy kétfunkciós enzimet kódolnak.